# Medem (Adelsgeschlecht)

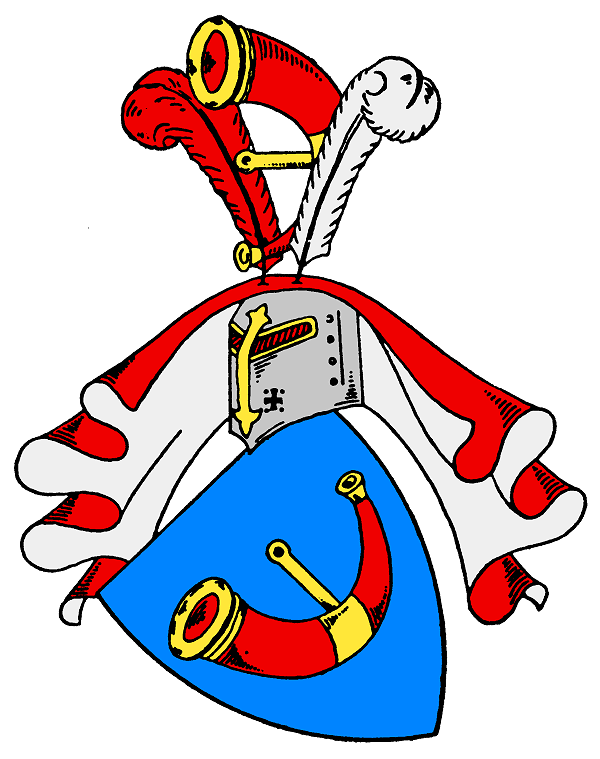
Stammwappen derer von Medem

Medem ist der Name eines alten ursprünglich niedersächsischen Adelsgeschlechts. Die Familie, deren Zweige zum Teil bis heute bestehen, gelangte später vor allem in Kurland, Russland, Polen und Preußen zu Besitz und Ansehen.

## Geschichte

### Herkunft
Einer alten Überlieferung nach soll die Familie aus Schottland gekommen sein und sich im 10. Jahrhundert in Braunschweig angesiedelt haben. Das Geschlecht gehörte demnach auch zu den braunschweigischen Adelsfamilien, die im Jahre 914 Herzog Heinrich von Sachsen gegen König Konrad von Franken unterstützten.
Erstmals urkundlich erwähnt wird die Familie im Jahre 1240 mit Oberth (Albert) de Medehem. 1244 werden die Brüder Hartung, Hermann, Theodorich und Johannes, Söhne des verstorbenen "dominus Hartung de Medehem", urkundlich genannt.

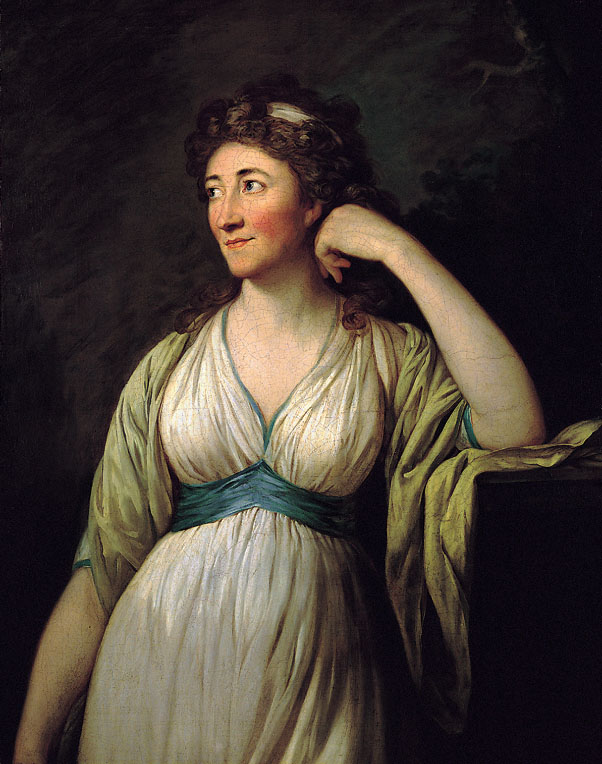
Elisabeth Charlotte von Medem
(1754–1833)

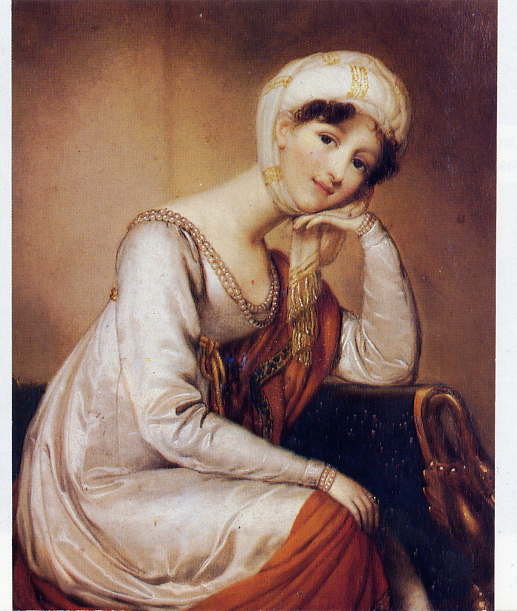
Anna Charlotte Dorothea von Medem
(1761–1821)

Christoph Johann Friedrich von Medem
(1763–1838)

Das namensgebende Stammhaus des Geschlechts ist die untergegangene Ortschaft Medenheim, auch Medehem oder Medeheim, die zwischen Northeim und Sudheim im heutigen Landkreis Northeim in Südniedersachsen lag. Die Ortschaft wird bereits um das Jahr 800 zusammen mit Northeim und Sudheim erstmals in einer Urkunde genannt. Die drei Dörfer wurden darin dem Kloster Fulda übertragen.

### Ausbreitung und Linien
1309 erscheinen die von Medem als ratsfähiges Geschlecht in Göttingen. In Kurland wird im Jahre 1459 Claus von Medeheym aus Göttingen erstmals genannt. Er erhielt dort 1462 Grundbesitz bei Mitau vom Deutschen Orden zu Lehen. Johann von Mehdem auf Wilzen und Kahrenbeck, kurländischer Mannrichter und Ritterbankrichter, wurde am 17. Oktober 1620 bei der ersten Klasse der Kurländischen Ritterschaft immatrikuliert, ebenso Peter von Medem, kaiserlich russischer Stabsrittmeister der Garde, am 27. Mai 1830.
Im Laufe der Zeit konnte sich der Stamm mit zahlreichen Linien in Livland, Kurland, Schemaitien, Ostpreußen, Russland und Polen ausbreiten. In Kurland hatte die freiherrliche Linie unter anderem zu Rumbenhof, Neumooken und Dselen Besitz. Die gräflichen Linien saßen zu Rempten, Altautz und Elley.
Johann Friedrich von Medem (1722–1785), königlich polnischer Kammerherr und Starost zu Okmiany, war der Begründer der gräflichen Linie. Er wurde 1779 von Kaiser Joseph II. in den Reichsgrafenstand erhoben. Johann Friedrich war dreimal verheiratet, in erster Ehe mit Luise von Korff, in zweiter mit Luise Charlotte, geborene Zoege von Manteuffel, verwitwete Nolde und in dritter mit Agnes Elisabeth, geborene von Brukken, genannt Fock (1718–1784), verwitwete von der Recke. Eine Tochter aus erster Ehe war die bedeutende Dichterin und Schriftstellerin Elisa von Medem (1754–1833). Sie heiratete 1771 den Kammerherren Georg Magnus von der Recke. Ein Sohn aus erster Ehe, Johann Friedrich Graf von Medem (* 25. Mai 1758), starb bereits mit zwanzig Jahren am 11. Juni 1778 in Straßburg. Aus der zweiten Ehe stammten die beiden Söhne Carl Johann Friedrich von Medem und Christoph Johann Friedrich von Medem, die Stifter der beiden gräflichen Zweige. Ihre Schwester Anna Charlotte Dorothea (1761–1821) heiratete Peter von Biron, den letzten Herzog von Kurland. Die letzte Ehe blieb kinderlos.

#### Gräfliche Zweige
Carl Johann Friedrich von Medem (* 1762) war der Begründer des gräflichen Zweiges zu Rempten und Altautz. Er wurde kurländischer Landesbevollmächtigter und starb 1827 als Majoratsherr auf Rempten, Cappeln und Wehsaten sowie Herr auf Altautz, Dselen, Behren, Großautz, Kwelen und Weitenfeld. Sein Enkel war Friedrich von Medem (* 1828), Majoratsherr auf Rempten und Wehsaten, der 1851 Alice von Oelsen aus dem Haus Gemauerthof (* 1837) heiratete und neben einer Tochter drei Söhne hinterließ. Seine Schwester Elisabeth Charlotte von Medem (* 1842) vermählte sich 1861 mit dem Grafen Conrad von Kleist, Herr auf Großautz mit Sirmeln in Kurland.
Christoph Johann Friedrich von Medem (1763–1838), der Stifter des zweiten gräflichen Zweiges zu Elley, wurde kaiserlich russischer Kammerherr und Herr auf Elley, Blieden, Dürben, Sehmen, Abgunst, Grünfeld, Abgulden, Duhren und Jordanitz. Er heiratete Marie Luise von der Pahlen, geb. von Astrau († 1831). Der Ehe entsprang unter anderem Peter von Medem (* 1801), Majoratsherr der Herrschaft Elley, Landesbevollmächtigter von Kurland, kaiserlich russischer Kammerherr und wirklicher Staatsrat. Er ehelichte 1825 Julie von Behr aus dem Haus Stutten († 1863). Aus der Ehe stammten die Tochter Luise, verheiratete von Korff (* 1829), und die zwei Söhne Johann und Theodor. Beide standen als Rittmeister in kaiserlich russischen Militärdiensten. Auch ihre drei Onkel väterlicherseits dienten in der kaiserlich russischen Kavallerie. Von ihnen heiratete 1843 Ludwig von Medem (* 1814) Sophie von Löwenstern aus dem Haus Wollmarshof (* 1823), Herrin auf Stockmannshof und Grütershof. Das Paar hinterließ eine Tochter und drei Söhne.

#### Freiherrliche Linien
Zwei freiherrliche Linien wurden im Königreich Preußen sesshaft. Aus dem ersten Haus zu Dselden kam unter anderem Johann von Medem († vor 1737), Herr zu Dselen. Er heiratete 1718 Ursula Emerentia von Dorthefen aus dem Haus Dselen, Erbfrau von Dselen und Dsellsgallen. Ihr Sohn Otto von Medem (* 1721) verkaufte einen Teil des Besitzes an seinen Schwager Georg Christoph von Mirbach. Ottos Sohn aus der Ehe mit Friederike von Vittinghoff genannt Schell von Schellenberg, Alexander von Medem, starb 1789 als königlich preußischer Hauptmann. Er hinterließ drei Enkel, von denen Otto von Medem (* 1827) preußischer Hauptmann und Kompaniechef wurde.
Aus der zweiten freiherrlichen Linie zu Wulckau in der Neumark kam Eberhard von Medem (* 1631), der als Herr auf Rudbahren in Kurland 1672 verstarb. Aus dessen Ehe mit Maria Elisabeth von Wrangel aus dem Haus Krohnen und Abellen in Kurland stammte der Sohn Otto von Medem (1655–1725), Herr auf Rudbahren. Dessen Sohn Eberhard Christoph von Medem (1686–1761) war Herr auf Paddern, Silnehken, Altmocken und Lipen in Kurland sowie piltenscher Landrat. Er heiratete Sophie von Tippelskirch aus dem Haus Feldhoff († 1748). Ihr gemeinsamer Sohn Friedrich Georg von Medem (1725–1795) war preußischer Kammerherr, Hofmarschall des Prinzen Ferdinand von Preußen, Stiftsoberhofmeister und Kammerpräsident sowie Herr auf Wulckau, Leichholz und Ziermetzel in der Neumark. Er heiratete in zweiter Ehe Charlotte von der Groeben († 1833) aus dem Haus Treppeln. Sohn Heinrich Philipp von Medem († 1863), Herr auf Wulckau und Werben, wurde Quästor der Friedrich-Wilhelm-Universität in Berlin. Aus dessen Ehe mit Aloyse Winenko von Werthenstein († um 1860), der letzten Vertreterin ihrer Familie, die mit dem Tod ihres Vaters Friedrich Adam Winenko von Werthenstein bereits 1823 im Mannesstamm erlosch, stammte Alexander von Medem (1814–1879). Er wurde preußischer Generalleutnant und heiratete 1839 Agnes von Puttkamer. Aus der Ehe gingen drei Söhne hervor.

### Standeserhebungen

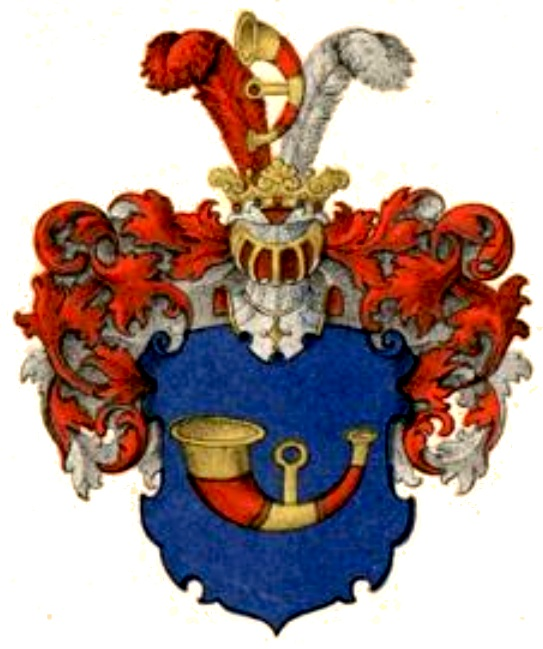
Wappen der Herren und Barone von Medem im Baltischen Wappenbuch von C.A. von Klingspor

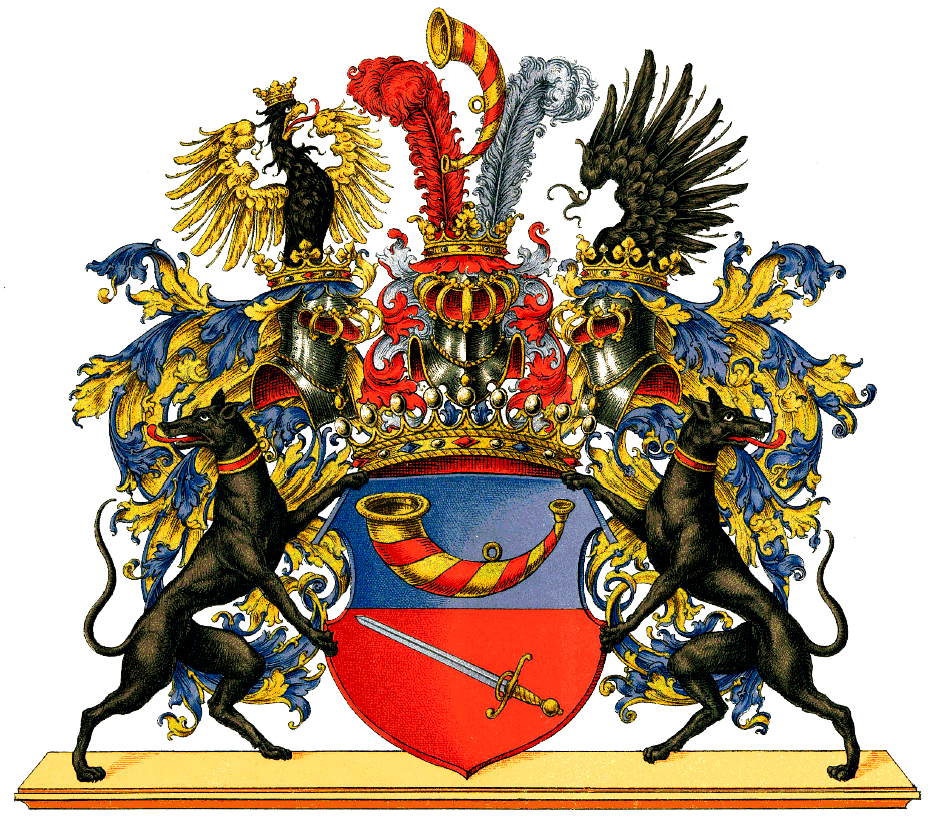
Wappen der Grafen von Medem

Nach Kneschke wurde der Familie bereits 1598 von Kaiser Rudolf II. der Reichsfreiherrenstand verliehen, der später in Russland und Preußen anerkannt wurde.
Johann Friedrich von Medem, auf Elley und Altautz in Kurland, Starost zu Okmiany in Litauen sowie königlich polnischer und kurfürstlich sächsischer Kammerherr, wurde von Kaiser Joseph II. am 11. November 1779 zu Wien in den Reichsgrafenstand mit der Anrede Hoch- und Wohlgeboren erhoben (das Diplom wurde vordatiert zu Friedland, den 16. September 1779).
Die russische Anerkennung zur Führung des Barontitels erfolgte am 3. April 1862 für das Gesamtgeschlecht durch Senatsukas. Alexander von Medem, preußischer Generalleutnant zur Disposition, erhielt am 23. Mai 1878 zu Berlin eine preußische Anerkennung zur Führung des Freiherrentitels per Heroldsamtsreskript.

## Wappen

### Stammwappen
Das Stammwappen zeigt in Blau ein goldbeschlagenes und -beringtes rotes Hifthorn (mittelalterliche Form des Jagdhornes). Auf dem Helm mit rot-silbernen Helmdecken das Hifthorn gestürzt zwischen einer roten und einer silbernen Straußenfeder.

### Grafenwappen
Das reichsgräfliche Wappen, verliehen 1779, ist geteilt. Oben das Stammwappen, unten in Rot schrägrechts ein goldbegrifftes blankes Schwert. Das Wappen hat drei Helme. Auf dem rechten mit blau-goldenen Helmdecken ein goldgekrönter, -bewehrter und -gelügelter schwarzer Adler, in der Mitte der Stammhelm, auf dem linken mit blau-goldenen Helmdecken ein schwarzer Adlerflügel.
Als Schildhalter zwei widersehende schwarze Windhunde mit goldgerandeten und -beringten roten Halsbändern.

## Bekannte Familienmitglieder
- Alexander von Medem (1803–1859), russischer Diplomat
- Alexander von Medem (1814–1879), preußischer Generalleutnant
- Christoph Johann Friedrich von Medem (1763–1838), Diplomat in russischen Diensten
- Dorothea von Kurland geborene Gräfin von Medem (1761–1821), Herzogin von Kurland
- Eberhard Freiherr von Medem (1913–1993), deutscher Verwaltungsjurist
- Elisa von der Recke geborene Gräfin von Medem (1754–1833), deutschbaltische Dichterin, Schriftstellerin und Kirchenlieddichterin
- Friedrich Ludwig von Medem (1799–1885), deutscher Archivar und Historiker
- Friedrich Johann Graf von Medem (1912–1984), kolumbianischer Zoologe
- Kurt von Medem (1848–1920), preußischer General der Infanterie
- Nikolai von Medem (1795–1870), deutschbaltisch-russischer Artilleriegeneral und Hochschullehrer
- Paul von Medem (1800–1854), russischer Diplomat
- Peter Georg von Medem (1801–1877), kurländischer Kreismarschall und Landesbevollmächtigter
- Victor von Medem (1911–2008), Leitender Gartenbaudirektor der Stadt Ludwigshafen am Rhein[8]
- Walter Eberhard von Medem (1887–1945), deutscher Offizier und Kommandeur des Freikorps von Medem im Baltikum